# Paul Leduc
Paul Leduc Rosenzweig (Ciudad de México, 11 de marzo de 1942-21 de octubre de 2020), conocido como Paul Leduc, fue un director de cine mexicano. Fue hijo del arquitecto y militante comunista Carlos Leduc Montaño y de Sonia Rosenzweig, quien también militó en el Partido Comunista de Estados Unidos. Fue pareja Bertha Navarro, productora y directora de cine,y de la cineasta Luisa Riley. Fue padre Valentina Leduc Navarro, cineasta y de Juan Leduc Riley, artista visual.[cita requerida]

## Primeros años
Cineasta de vanguardia y uno de los representantes del cine independiente mexicano de la década de 1970, Paul Leduc Rosenzweig realizó estudios de arquitectura en la Universidad Nacional Autónoma de México (UNAM) y de teatro con el maestro Seki Sano, antes de ganarse una beca en 1965 para estudiar cine en París, en el Institute d’Hautes Etudes Cinématographiques (Instituto de Altos Estudios Cinematográficos, IDHEC, ahora FEMIS). Durante su estadía en Francia, tuvo también oportunidad de estudiar cine etnográfico con el realizador Jean Rouch.[cita requerida]

## Cine 70
Luego de trabajar para la televisión francesa, regresó a su país, donde creó, con la productora Bertha Navarro, con el cinematografista Alexis Grivas y con el montajista Rafael Castanedo el grupo Cine 70, que produjo numerosos cortos documentales para el Comité Olímpico Mexicano; escribió crítica cinematográfica en diarios y revistas; participó en la creación de cineclubes y, en distintas capacidades, intervino en producciones que terminarían por considerarse clásicas, como El grito (1968), de Leobardo López Aretche, y México, la revolución congelada (1970), de Raymundo Gleyzer.[cita requerida]

## Primeros largometrajes
Comenzó a dirigir largometrajes, y entonces llamó la atención de la crítica internacional con su primera película de ficción, Reed, México insurgente (1973), basada en el libro Insurgent Mexico, del periodista norteamericano John Reed, que narra con un estilo documental las experiencias en México del reportero (interpretado por Claudio Obregón) durante la revolución de 1910. El filme obtuvo el premio Georges Sadoul de Francia a Mejor filme extranjero.[cita requerida]

## Frida, naturaleza viva
Seguidamente, el cineasta y la actriz Ofelia Medina obtuvieron su consagración como profesionales del cine con el largometraje Frida, naturaleza viva (1984), biografía de la pintora Frida Kahlo. A Medina se le atribuye en parte el "redescubrimiento" internacional de Kahlo, gracias a su empeño pertinaz para interpretar a la artista en la cinta. Con aporte del productor Manuel Barbachano Ponce, Leduc y Medina llevaron a buen puerto el producto, que recibió  premios Ariel como película y también a su dirección, al guion (José Joaquín Blanco y Leduc), a la actriz protagónica (Medina), a la actriz de reparto (Margarita Sanz), a la cinematografía (Ángel Goded), a la edición (Castanedo) y a la ambientación (Alejandro Luna), y premios internacionales a Mejor filme y Mejor actriz en el Festival de Cine de La Habana; a Mejor filme, Mejor actriz y Mejor cinematografía en el festival de Bogotá, y el premio Especial del Jurado en el festival de Estambul.[cita requerida]

## ¿Cómo ves?y trilogía musical
Con un estilo ya definido y una específica aproximación al hecho fílmico, Leduc rodó el controversial drama ¿Cómo ves? (1986), con las actuaciones de Roberto Sosa, Blanca Guerra y Eduardo López Rojas. Dedicada al Fondo Monetario Internacional y realizada en el Año Internacional de la Juventud, la película muestra las condiciones de vida de varios personajes marginales de la Ciudad de México, y en ella aparecen músicos del rocanrol mexicano como Rockdrigo González, El Tri y Jaime López. Este marcado interés en la música llevó a Leduc a realizar una trilogía musical, integrada por Barroco (1988), adaptación de la novela Concierto barroco, de Alejo Carpentier, con Francisco Rabal, Ángela Molina, Ernesto Gómez Cruz, Roberto Sosa y Dolores Pedro; Latino Bar (1991), cuarta adaptación de la novela Santa, de Federico Gamboa, con Dolores Pedro, Roberto Sosa, Ernesto Gómez Cruz y Juana Bacallao, y Dollar Mambo (1993), drama sobre la invasión estadounidense a Panamá, con Dolores Pedro, Roberto Sosa, Gabino Diego y Litico Rodríguez.[cita requerida]

## Animación digital
Después de Dollar Mambo, la "estética Leduc" corría el peligro de agotarse, y el cineasta se acogió a un retiro voluntario en la década de 1990, pero prosiguió "en activo", dedicándose a experimentar con la animación digital. Producto de esta experiencia son La flauta de Bartolo o la invención de la música (1997) y otros cortos producidos para la Secretaría de Educación Pública de México, con fines didácticos en materia de apreciación musical, a través del lenguaje audiovisual.[cita requerida]

## Cobrador: In God We Trust
Tras esa "ausencia" de más de diez años, el cineasta reapareció con Cobrador: In God We Trust (2006), adaptación de una serie de cuentos de Rubem Fonseca que lo reafirmó en su concepción del cine, acompañado de un reparto internacional integrado por Lázaro Ramos, Antonella Costa, Peter Fonda, Dolores Heredia, Milton Gonçalves, Isela Vega, Ruy Guerra, Zezé Motta, Maya Zapata, Ruy Polanah y Malu Calli. Cobrador se presentó en España, en la Semana Internacional de Cine de Valladolid, donde Leduc fue objeto de un reconocimiento a su trayectoria directorial y ganó el Premio Especial del Jurado en el festival de Gramado, el Ariel a Mejor guion y el premio a la Mejor edición en el festival de La Habana.[cita requerida]
El cine de Leduc contiene tanto preocupaciones sociales como estéticas que le llevaron a realizar también documentales como Historias prohibidas de Pulgarcito (1980), sobre la guerra en El Salvador, y Etnocidio: notas sobre El Mezquital (1976), que mostró cómo en el valle del Mezquital, en el estado de Hidalgo, los indígenas otomíes sufrían un proceso de deformación y exterminio a través de la penetración cultural y la represión.[cita requerida]

## Filmografía

### Como director
- Grandville, P. Q. (1956)
- Comunicados cinematográficos (1968)
- Reed: México insurgente (1972)
- Sur: sureste 2604 (1973)
- Bach y sus intérpretes (1975)
- Extensión cultural (1975)
- El mar (1975)
- Etnocidio: Notas sobre El Mezquital (1977)
- Estudios para un retrato (1977)
- Monjas coronadas (1978)
- Enrique Cabrera (1978)
- Puebla hoy (1979)
- Historias prohibidas de Pulgarcito (1980)
- Complot Petróleo: La cabeza de la hidra (1981)
- Frida, naturaleza viva (1983)
- ¿Cómo ves? (1986)
- Los nuestros (1987-)
- Barroco (1989)
- Latino Bar (1991)
- Dollar Mambo (1993)
- Los animales 1850-1950 (1995)
- La flauta de Bartolo (1997)
- Bartolo y la música (2003)
- Cobrador: In God We Trust (2006)
- Caos (2010)

## Vida familiar
Fue esposo de Bertha Navarro, productora y cineasta, y la hija de ambos, Valentina Leduc Navarro, también es cineasta.[cita requerida]

## Fallecimiento
Leduc falleció el 21 de octubre de 2020, a los 78 años de edad.

## Premios y distinciones
- Premio Nacional de Ciencias y Artes en el área de Bellas Artes otorgado por la Secretaría de Educación Pública en 2013.[4]
- Ariel de Oro por trayectoria otorgado por la Academia Mexicana de Artes y Ciencias Cinematográficas en 2016.[5]